# Ананово
Ананово — деревня, расположенная в Бужаровском сельском поселении Истринского района Московской области. Население — 3 чел. (2010), 1 улица (Пенягинская), имеется 3 садовых товарищества. С Истрой деревня связана автобусным сообщением (автобус № 33).
Находится примерно в 11 км на северо-запад от Истры, высота над уровнем моря 210 м. Ближайшие населённые пункты: Бужарово и Большое Ушаково — в 2,7 км на юго-восток и Синево — в 1,7 км на северо-запад.

## Население
| 2002 | 2006 | 2010 |
| ---- | ---- | ---- |
| 0    | →0   | ↗3   |